# Volker Stoi

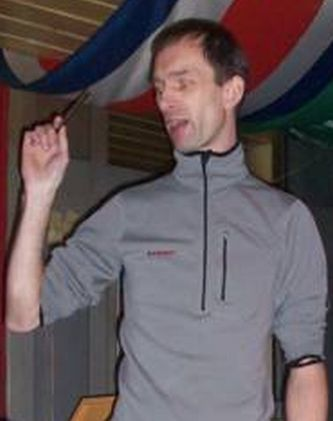
Volker Stoi beim APPD-Bayern-Landesparteitag 2007 in München

Volker Stoi (Alias Volka Polka; * 1970 in Römhild) ist ein deutscher Künstler, Medienaktivist und Politiker. Von 2008 bis 2016 war er Parteivorsitzender der Anarchistischen Pogo-Partei Deutschlands (APPD).

## Leben und Werdegang
Volker Stoi trat der APPD im Jahr 2005 bei, als er noch in München lebte. Von 2007 bis 2009 war er Vorsitzender des APPD-Bayern Landesverbands. Stoi machte auf sich aufmerksam, als er vor dem Bundeswahlausschuss vor der Bundestagswahl 2009 aussagte, dass sich Landesverbände der Partei „im Untergrund“ befänden. Offiziell war Stoi von 2008 bis 2010 Parteivorsitzender der APPD. Mangels nicht erfolgter 2-jähriger Vorstandsneuwahlen hatte er diesen Posten von 2010 bis 2016 als Imperator der APPD weiter inne. Seit 2013 betreibt Stoi das GDNK der APPD (Geheimes Diktatorisches Notstands Komitee).
Stoi ist seit dem Jahr 2004 als Künstler medial aktiv. Seit 2004 betreibt er eine Webseite für die Religionsparodie Kirche der heiligen Vagina. Bis 2014 erschienen 12 Ausgaben seines Zines Abnormal Journal, von denen die Ausgaben 2 und 8 keine Inhalte von ihm beinhalten. Er war Gestalter und Mitwirkender mehrerer Kurzfilme. Von 2004 bis 2012 wurden von ihm mehrere Musikalben als D.I.Y.-Releases sowie Musikvideos veröffentlicht.
- convertertod
  - life is a strange thing (2004)
  - nebucadneza (2005)
- Bunkerhospital
  - Frequenzlabor (2007)
- sceletec
  - nebucadneza (2005)
  - jemaroque + encourage (2006)
  - worst case (2007)
  - Live in LA (2008)
  - mare autonome (2009)
  - ultra deep void (2010)
  - Grüne Reise (2012)

Stoi war von 2009 bis 2012 im Forum der Nichtarbeit (kurz: Nichtarbeit) aktiv, das von 2004 bis 2013 eine 30-minütige wöchentliche Fernsehsendung von Videoaktivisten im Alex TV (Offener Kanal Berlin) war. Beim 3., 4. und 5. NoDogma Kurzfilmfest war er Mitveranstalter. Neben den Festivals mit weiterer Unterhaltung durch Kunst- und Musikakts wurden auch Reviews namens Pick of the bunch veranstaltet, bei denen er einmal (2011) Mitveranstalter war.
- 1. NoDogma (2008), OUBs (Offene Uni Berlins), Charité Haus 20, Berlin, 25. Oktober 2008.
- 2. NoDogma (2009), Brunnen 182 - Balast (Bar), Brunnenstraße 183, Berlin, 30. und 31. Oktober 2009.
- 3. NoDogma (2010), Kunsthaus Tacheles - Theatersaal, Oranienburger Str. 54, Berlin, 9. Oktober 2010.
- 4. NoDogma (2011), Galiläakirche, Rigaer Str. 9–10, Berlin, 15. Oktober 2011. After Party in Liebig 14 - XB (Bar), Liebigstraße 14, Berlin.
- 5. NoDogma (2012), KvU (Kirche von Unten), Kremmener Str. 9–10, Berlin, 3. November 2012.
- 6. NoDogma (2016), crack bellmer (RAW-Gelände), Revaler Straße, Berlin, 18. Juni 2016.
- 7. NoDogma (2017), SFE (Mehringhof), Gneisenauer Str. 2a, Berlin, 9. September 2017 18:00, verschoben auf 2018, ausgefallen.

- Pick of the bunch (NoDogma 2010), Sama-Cafe (Sama32), Samariterstraße 32, Berlin, 11. März 2011.
- Pick of the bunch (NoDogma 2016), RAW-Gelände - RAW Beamtenwohnhaus (Open Air), Revaler Straße, Berlin, 1. April 2017.

Im Jahr 2012 war Stoi offizieller Veranstalter der Gemüseschlacht in Berlin.
Stoi betrieb/betreibt mehrere politische Kunstprojekte.
- Anarchische Pogo-Partei Deutschlands (APPD)
- interNationalSozialistische Deutsche Arbeiter-Partei (iNSDAP)
- Ultranation
- Anarcho-Partei
- Anarchie-Partei
- Nichtpartei

Zur Bundestagswahl 2025 reichte Stoi Beteiligungsanzeigen für fünf dieser Parteien bei der Bundeswahlleitung ein. Keine der Vereinigungen wurde zur Wahl zugelassen.
Als Religionskritik betreibt Stoi die Webseite God is not.